# Barbara Clark
Barbara Clark   (Coronation, 24 de setembre de 1958), coneguda posteriorment amb el nom de casada Barbara Parolin, és una nedadora canadenca, ja retirada, especialista en estil lliure, que va competir durant la dècada de 1970.
El 1976 va prendre part en els Jocs Olímpics d'Estiu de Mont-real, on va disputar dues proves del programa de natació. Va guanyar la medalla de bronze en els 4x100 metres lliures, formant equip amb Becky Smith, Gail Amundrud i Anne Jardin, mentre en els 100 metres lliures quedà eliminada en semifinals. Es retirà poc després dels Jocs.
En el seu palmarès també destaquen diversos rècords nacionals.